# Terazawa Hirotaka
Terazawa Hirotaka (寺沢 広高?; 1563 – 18 maggio 1633) è stato un daimyō giapponese dei periodi Sengoku ed Edo.

## Biografia
Hirotaka fu figlio di Terazawa Hiromasa (1525-1596), un servitore degli Oda e dei Toyotomi. Sotto gli ordini di Toyotomi Hideyoshi fu principalmente responsabile degli affari logistici e amministrativi, comprese le questioni relative alle spedizioni via mare.
Prestò servizio nelle invasioni Coreane e Hideyoshi gli assegnò il feudo di Karatsu (Hizen, 80.000 koku) dove Hirotaka costruì il castello di Karatsu. Gli venne anche assegnato il governatorato di Nagasaki. Divenne cristiano nel 1596 anche se in seguito, dopo gli editti dello shogunato, perseguitò i cristiani stessi. Nel 1600 si schierò con Tokugawa Ieyasu, guidando per lui circa 2.400 uomini nella battaglia di Sekigahara. Sebbene le sue entrate fossero state aumentate a 120.000 koku tramite l'assegnazione dell'isola di Amakusa, Hirotaka in seguito cadde in disgrazia con Ieyasu e perse la sua posizione di governatore di Nagasaki nel 1603. Il crudele mandato di suo figlio Terazawa Katataka come daimyo di Hizen provocò la ribellione di Shimabara nel 1637.